# Cryptographis mirabilis
Cryptographis mirabilis là một loài bướm đêm trong họ Crambidae.